# خاویر سانچس
خاویر سانچس (اسپانیایی: Javier Sánchez‎؛ زادهٔ ۲۶ نوامبر ۱۹۴۷) بازیکن فوتبال اهل مکزیک بود.
از باشگاه‌هایی که در آن بازی کرده‌است می‌توان به باشگاه فوتبال کروز آزول، باشگاه فوتبال آمریکا، و باشگاه فوتبال گوادالاخارا اشاره کرد.